# Klęcznik

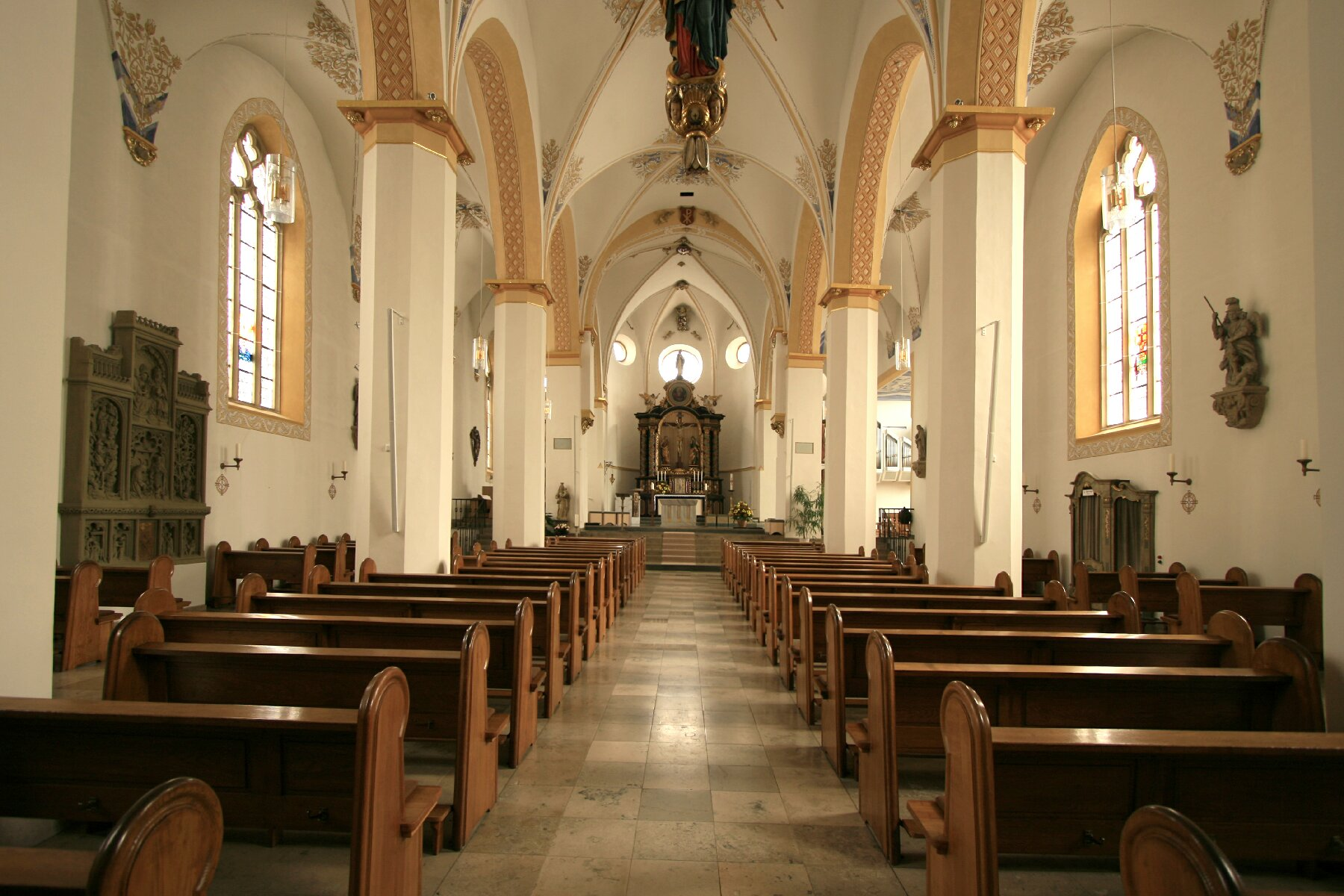
Ławki-klęczniki

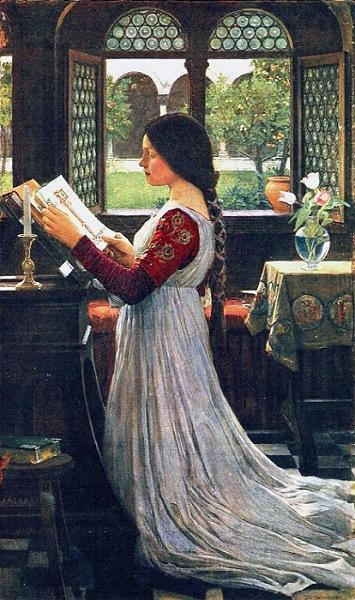
Kobieta na klęczniku

Klęcznik – sprzęt lub rodzaj mebla służący do klęczenia lub siedzenia z równoczesnym oparciem kolan o podnóżek.
Typowy klęcznik składa się z podnóżka i pulpitu, często także z ławeczki.

## Klęcznik modlitewny
W wielu kościołach ławki są wyposażone w podnóżek, aby wierni w czasie nabożeństw nie musieli klęczeć na posadzce. Natomiast bezpośrednio przed ołtarzem znajdują się szerokie klęczniki dla wielu osób, ale tylko z pulpitem bez ławeczki. Służą najczęściej do adoracji lub przyjmowania sakramentów.
W kaplicach lub celach klasztornych używane są klęczniki pojedyncze z ławeczką lub bez.
Pulpit spełnia funkcję podpórki pod ręce oraz miejsce na modlitewnik.

## Klęcznik-ochraniacz
Ten typ klęcznika to rodzaj podkładki pod kolana z miękkiego materiału lub tworzywa, mający na celu ochronę kolan podczas długiego klęczenia lub siedzenia na podkurczonych nogach. Wykorzystywany jest wszędzie tam, gdzie wykonuje się prace w pozycji klęczącej. Jest stosowany m.in. w ogrodnictwie, przy układaniu kostki brukowej lub parkietu.

## Taboret-klęcznik
Taboret- klęcznik, nazywany też klękosiadem, to rodzaj krzesła ergonomicznego. Składa się z siedziska oraz części stanowiącej podparcie dla kolan. Główną zaletą klękosiadu jest wymuszenie na użytkowniku pozycji wyprostowanej, korzystnej dla zdrowia, a także istotnej z punktu widzenia ergonomii pracy. Inne spotykane nazwy klękosiadu to: klęcznik biurowy, klęcznik komputerowy.